# 1er régiment de grenadiers (Belgique)
 (juillet 2020).
Si vous disposez d'ouvrages ou d'articles de référence ou si vous connaissez des sites web de qualité traitant du thème abordé ici, merci de compléter l'article en donnant les références utiles à sa vérifiabilité et en les liant à la section « Notes et références ».
Ne pas confondre avec le 1er régiment de grenadiers à pied de la Garde impériale (France)
Pour les articles homonymes, voir 1er régiment.
Le 1er régiment de grenadiers (néerlandais : 1ste regiment grenadiers) était une unité d'infanterie de la force terrestre des forces armées belges. 
Il fusionne en 1992 avec le 1er régiment de carabiniers pour former le régiment de carabiniers Prince Baudouin - Grenadiers.

## Historique

### Origines
Un arrêté royal du 8 mai 1837 crée un régiment de grenadiers et voltigeurs réunis à partir de la compagnie d'élite des 4e bataillons des douze régiments de ligne. Le régiment compte alors deux bataillons de grenadiers et deux bataillons de voltigeurs. Chaque bataillon est divisé en six compagnies d'au moins cent hommes, officiers inclus. Ces compagnies sont seulement détachées de leur unité d'origine, ce qui n'est pas sans poser problème alors d'administration et de logistique. Pour remédier à cela, un arrêté royal publié le 1er janvier 1839 qui rompt définitivement les liens avec les anciennes unités de ligne. Il devint ainsi un régiment à part entière dénommé régiment d'élite. Le 5 mars 1850, les compagnies de voltigeurs sont transférées au régiment de chasseurs-carabiniers et le régiment d'élite est alors renommé en régiment de grenadiers. Le 12 mai 1859, les compagnies de grenadiers subsistantes dans les régiments de ligne sont définitivement supprimées et le régiment prend alors le nom de régiment des grenadiers. De 1864 à 1867, un bataillon du régiment participe à la campagne du Mexique. Jusqu'en 1912, il est le seul régiment qui monte la garde au palais royal.
En 1913, à la suite de la réorganisation de l'armée, le régiment devient le 1er régiment de grenadiers.

## Première Guerre mondiale
Le 29 juillet 1914, le régiment est dédoublé pour former le 2e régiment de grenadiers. Ils forment ensemble la 18e brigade mixte et appartiennent à la 6e division.
Il participe avec son régiment frère aux sorties d'Anvers durant le siège de la ville entre août et octobre 1914 et combattent notamment à Hofstade, Elewijt, Molen, Werchter, Opdorp et Saint-Amand.
Il joue un rôle actif dans la bataille de l'Yser et se distingue, et plus spécifiquement le 2e bataillon, à l'occasion d'une contre-attaque dans la boucle que fait l'Yser à Tervaete qui repousse les Allemands derrière le fleuve. Du 21 au 30 octobre 1914, il se bat également à Schoorbakke, au Stuyvekenskerke, au Groot-Beverdijck et à Pervyse.
Vu les pertes subies durant le siège d'Anvers et la bataille de l'Yser, les 2 régiments de grenadiers sont fusionnés le 7 novembre 1914. Il faudra attendre le 25 décembre 1916 pour que le régiment soit de nouveau dédoublé.
Par la suite et jusqu'en février 1915, il tient le front à Dixmude. Adjoint d'un quatrième bataillon, il remplace les Français à Steenstraete de mars à juillet 1915 et a à subir le 22 avril la première attaque allemande avec des gaz asphyxiants. Il résiste aux attaques allemandes puis est relevé le 25 avril par le 3e régiment de ligne. 
De juillet à fin décembre 1915, il retourne dans le secteur de Dixmude. En 1916, il est positionné entre Dixmude et Drie-Grachten.
En 1917, il occupe le secteur de Boesinghe et Nieucapelle.
En 1918, il remplace les Français à Nieuport et ensuite relève les Anglais à Ypres. Le 28 septembre 1918, il part d'Ypres pour participer à l'offensive des 100 jours. Il y conquiert notamment la crête de Passchendaele et traverse l'Escaut lorsque l'Armistice est signée le 11 novembre.
Les pertes du régiment pour toute la durée de la guerre s'élèvent à 53 officiers, 122 sous-officiers et 1 425 soldats et caporaux.

## Entre-deux-guerres
Après une courte période d'occupation en Allemagne, il regagne sa garnison en décembre 1919. Il participe à l'occupation de la Ruhr de juin à novembre 1924.
Le régiment devient unilingue néerlandophone en 1939.

## Seconde Guerre mondiale
Il effectue la campagne de mai 1940 intégré à la 6e division d'infanterie. Comme régiment d'active, il est mobilisé le 25 août 1939 à la caserne Prince Albert à Bruxelles. Il est d'abord envoyé sur la ligne Halle-Ninove pour, comme le prévoit la politique belge de neutralité, protéger la capitale d'une invasion française. Après 3 mois entre Gooik et Pepingen, le régiment est envoyé en novembre 1939 sur le canal Albert.
En mars 1940, il profite d'un mois de repos à Blankenberge avant de retourner sur le canal Albert le 1er avril dans le secteur de Tessenderlo.
Le 10 mai, vers 04h00, l'alerte est donnée et les hommes rejoignent leurs postes de combat. Vers 06h00, les positions du régiment sont survolées par des avions ennemis qui se dirigent vers l'aérodrome de Schaffen. La journée est mise à profit pour renforcer les positions défensives, des patrouilles sont envoyées au nord du canal. Vers 17h00, il subit durant une demi-heure sa première attaque aérienne.
Le 11 mai, les ponts que le régiment contrôle sont détruits à l'explosif juste avant midi. L'aviation allemande attaque de nouveau. Dans l'après-midi, le Grand-Quartier-Général décide de la retraite sur la ligne KW. Les premiers éclaireurs allemands atteignent le canal Albert et subissent quelques tirs des grenadiers. Le soir venu, le régiment se replie en direction du sud vers Deurne et Engesbergen. De nombreux véhicules et du matériels sont abandonnés durant la retraite. 
Le 12 mai, le régiment poursuit son repli, marchant sous un soleil de plomb, vers Lier en passant au matin par Averbode, puis Aerschot. 
Le 13 mai, le régiment arrive enfin au Blauwenhoek au sud de Lier après 100 km de marche en 2 jours après être passé par Booischot, Heist-op-den-Berg et Wavre-Sainte-Catherine. Le 2e bataillon est positionné sur le flanc gauche sur la ligne de front autour de la redoute de Tallaart. Le 3e bataillon quant à lui est placé sur le flanc droit dans les environs du fort de Koningshooikt. Le 1er bataillon est en 2e ligne entre Blauwenhoek et Duffel. La prise de positions est ralentie notamment par le fait que certaines clefs des bunkers de la ligne KW sont introuvables et qu'une partie de l'équipement et notamment les pelles ont été abandonnées durant le repli.
Le 14 mai vers 03h00 tombe l'ordre de verrouiller la barrière antichar formée par les éléments-C. Vers 05h00, les premières patrouilles allemandes apparaissent de l'autre côté de la barrière et font feu. Les grenadiers ripostent avec leurs canons anti-chars C47. Des patrouilles sont également envoyées de l'autre côté de la barrière pour jauger des forces ennemies. Les artilleries belges et allemandes s'échangent sporadiquement des tirs.
Le 15 mai vers 10h00, les tirs d'artillerie reprennent. Les forts autour d'Anvers tirent en direction de Koningshooikt et Tallaart.
Après la tombée de la nuit, la deuxième ligne commet une bavure en tirant par erreur sur un convoi de ravitaillement du 9e régiment de ligne voisin, faisant un mort et plusieurs blessés.
Le 16 mai, de nouvelles patrouilles de nuit sont envoyées par le régiment qui constatent que les forces allemandes se concentrent devant la ligne KW. Les duels d'artillerie reprennent alors. En fin d'après-midi, le régiment reçoit l'ordre de se replier sur le canal Gand-Terneuzen durant la nuit. À partir de 20h00, les unités abandonnent leurs postes. 
Dans la nuit du 16 au 17 mai, le régiment traverse la Dyle au nord de Malines et se dirige vers Breendonk pour y traverser le canal de Willebroek. Le village de Breendonk est effectivement atteint vers 07h00. Le régiment traverse le canal et s'arrête sur la rive occidentale. Par petits groupes, l'envahisseur atteint déjà la rive orientale du canal et tire sporadiquement sur le régiment faisant notamment comme victime le commandant du 1er bataillon.
Après 21h00, la marche reprend en direction de Termonde puis Zele.
Le 18 mai, le régiment est en attente à Zele. À partir de 14h00, il est emmené par autobus vers le canal Gand-Terneuzen. Les soldats s'installent à partir de 17h00 dans leurs nouveaux cantonnement à Triest près de Zelzate.
Le 19 mai, la ligne de défense belge prend sa forme définitive sur le canal Gand-Terneuzen. Le nord, le secteur autour de Terneuzen, est défendu par la 1re division de cavalerie. Au centre, se trouve le 4e corps d'armée comprenant les 6 et 17e divisions d'infanterie. La partie sud du canal est attribuée au 2e corps d'armée (11 et 13e divisions d'infanterie). 
Les grenadiers sont envoyés vers 20h00 sur les rives du canal pour défendre le Sas de Gand. Le 3e bataillon sur le flanc gauche au nord et le 2e au sud de la ville sur le flanc droit. Le 1er bataillon reste en seconde ligne.
Le 20 mai, le régiment attend l'ennemi sur le canal Gand-Terneuzen. Durant la soirée, le génie fait sauter le pont de Zelzate. Au cours de la nuit, les positions sont bombardées par un feu d'artillerie, l'ennemi approche de la rive orientale du canal.
Le 21 mai, l'ennemi a atteint le canal Gand-Terneuzen et entreprend quelques actions visant à traverser le canal mais il est repoussé notamment au Sas de Gand par les grenadiers.
Durant la nuit du 21 au 22 mai, le grand-quartier-général décide d'abandonner la ligne Terneuzen-Gand-Audernarde et d'atteindre dans les 2 jours de nouvelles positions sur le canal Léopold, le canal de dérivation de la Lys et la Lys elle-même. La 6e division d'infanterie sera envoyée sur le canal de dérivation. Le 9e régiment de ligne sera transféré en réserve de la division.
Le régiment reste la journée au poste sur le canal Gand-Terneuzen et défend encore le sous-secteur du Sas de Gand.
Plus tard dans la mi-journée, les Allemands se présentent de plus en plus nombreux sur les berges du canal. Il devient clair qu'une nouvelle attaque ne tardera pas. Un duel d'artillerie s'engage entre les 2 armées. L'infanterie belge fait un usage intensif de ses canons C47 et des lance-grenades DBT. Les mortiers de la 15e compagnie tirent quant à eux en direction du sud de Westdorpe.
Les grenadiers sont durant la soirée relevés par le 2e régiment de carabiniers-cyclistes et se déplacent vers le canal de dérivation de la Lys. La marche part du Sas de Gand vers Balgerhoeke en passant successivement par Assenede, Bassevelde, Kaprijke et Eeklo. Elle durera toute la nuit et une partie du lendemain matin.
Le 23 mai, les premiers grenadiers arrivent vers 07h00 dans le sous-secteur de Balgerhoeke. Cette zone de défense compte pas moins de 3 ponts importants sur le canal de dérivation de la Lys : le pont routier de la chaussée Gand-Bruges, le pont de chemin de fer de la ligne Gand-Maldegem et le pont sur l'écluse. Deux routes aboutissent directement au canal, la nouvelle autoroute Gand-Bruges et l'ancienne chaussée Eeklo-Bruges.
Les troupes sont déployées de cette façon : 
- Le 1er bataillon occupe la première ligne au nord, près des ponts de l'écluse et de chemin de fer, l'accès est du pont de l'écluse est gardé par 2 pelotons de fusiliers appuyés d'un canon anti-char C47.
- Le 3e bataillon prend place au sud en première ligne également autour du pont sur la RN9. Un peloton de fusiliers et un canon anti-char couvrent l'accès est au pont.
- Le 2e bataillon est en seconde ligne.
- Un peloton d'éclaireur reste sur la rive est du canal dans les bois de Galgenakker à l'ouest d'Eeklo.

Les derniers trainards du régiment traversent Eeklo vers midi et atteignent leurs positions vers 15h00.
Les ponts surplombant le canal sont minés, sauf le pont au-dessus de l'écluse à Balgerhoeke pour éviter d'endommager cette dernière, ce qui risquerait de faire baisser le niveau de l'eau. Les grenadiers s'attendent donc à ce que l'ennemi n'y concentre son attaque pour pouvoir traverser le canal et renforcent autant que possible la ligne de front. Le génie place 2 mines d'arrêt sur la route d'accès au pont. Le régiment reçoit dans la journée le renfort d'une compagnie de C47 de la 6e division d'infanterie.
Jusque tard dans la soirée, les colonnes des unités du corps de cavalerie et du 13e régiment d'artillerie se replient du canal Gand-Terneuzen en passant par le pont.
Durant la nuit du 23 au 24 mai, les derniers soldats belges quittent le canal Gand-Terneuzen. Les Allemands atteignent rapidement le canal et poursuivent les Belges jusqu'à leur prochaine ligne de défense, le canal de dérivation de la Lys. Durant cette nuit également, le 9e régiment de ligne est envoyé sur la Lys en renfort.
La ville d'Eeklo est capturée vers midi et les ponts à Balgerhoeke sont détruits. Une patrouille envoyée sur la rive orientale est faite prisonnière.
Le matin du 25 mai est relativement calme.
L'état-major décide que le régiment doit rapidement aller soutenir le 9e régiment de ligne dans la région de Roulers. L'ennemi est proche de Courtrai et menace de traverser la Lys. De la 6e division d'infanterie, il ne reste plus que le 1er régiment de carabiniers sur le canal de dérivation. Aussi bien le 9e de ligne que le 1er grenadiers sont remplacés à Balgerhoeke par le 7e régiment de chasseurs à pied et le peu de troupe restante de la 18e à division d'infanterie.
Vers 19h00, les grenadiers quittent la ligne de front pour se regrouper à Kleit en vue d'un déplacement.
Le 26 mai, durant le seconde partie de la nuit, le régiment est transporté par camions de Kleit vers le hameau de Tass à la limite entre Roulers et Aardooie. Le régiment entre ensuite en ville et prend position juste au sud du centre-ville à proximité de Rumbeke. Les Belges ont dressé une barrière anti-chars en plaçant 2000 wagons de chemin de fer sur la ligne Ypres-Roulers. La mission des grenadiers est de couvrir la repli des Belges sur un arc allant de Izegem à Dadizele puis se retirer sur Roulers. 
Dans la nuit du 26 au 27 mai, les chasseurs à pied de la 10e division d'infanterie atteignent les positions du 1er grenadiers. Les grenadiers prennent de suite leurs positions de combat. Le 1er bataillon est situé sur le flanc gauche, le 3e sur le flanc droit et le 2e bataillon en seconde ligne. L'artillerie allemande ouvre le feu vers 05h00 dans le sous-secteur des grenadiers. 
Vers midi, de violents combats sont signalés au château de Rumbeke. Les grenadiers se défendent vaillamment contre les attaques de la 19e division d'infanterie allemande qui avec ses 59e et 74e régiments d'infanterie tentent de pénétrer dans Roulers. Les grenadiers peuvent avec leurs mitrailleurs et leurs lance-grenades DBT empêcher un certain temps l'avancée allemande. Par ailleurs, l'artillerie belge fournit un appui-feu particulièrement efficace. Les 2 pelotons mortiers de la 15e compagnie soutiennent également les troupes de première ligne et tirent ce jour-là une centaine de bombes par mortier.
L'artillerie ennemie riposte et force le repli partiel de quelques détachements. Les troupes visées par les bombardements qui doivent quitter leurs positions sont prises alors sous le feu des fusils de l'infanterie ennemie. Vers 19h00, les Allemands veulent renforcer leur attaque avec un tir d'artillerie plus soutenu mais n'y parviennent pas. Lorsque la nuit tombe, les grenadiers occupent toujours les mêmes positions mais le régiment a perdu beaucoup de soldats notamment à cause des tirs d'artillerie.
Vers 21h00, le régiment reçoit l'ordre de quitter ses positions et une bonne heure plus tard, la plupart des détachements prennent la route vers le nord.
Dans la nuit du 27 au 28 mai, les grenadiers reçoivent l'ordre de se retirer sur le centre et la périphérie sud-est de Roulers pour défendre le centre-ville. Les travaux de fortifications sont entamés dès que les premiers détachement arrivent. Les dernières colonnes sont encore en route quand vers 06h00 la nouvelle de la capitulation arrive.
Le 28 mai, à la suite de la capitulation de l'armée belge, le régiment est dissous et les grenadiers envoyés en captivité en Allemagne.
Les pertes s'élèvent à 19 officiers, 33 sous-officiers et 216 soldats et caporaux.

## Après-guerre
Le 27 mai 1946, un bataillon de la 4e brigade d'infanterie Steenstraete formée en Irlande en 1945 reprend les traditions du 1er régiment de grenadiers. 
Une compagnie de marche part pour Kamina au Congo belge le 25 mai 1960 durant les évènements précédant l'indépendance. À partir du 9 juillet, cette compagnie de marche entre en action pour protéger les intérêts moraux et matériels belges à Élisabethville, Kasenga, Jadotville, Kaniama, Bukamu, Manmba-Nkulu, Mwanza, Kabongo et Kabumbula. La compagnie rentre en Belgique le 1er septembre 1960.
Le 22 août 1961, une nouvelle compagnie de marche est envoyée en Ruanda-Urundi et rentre en Belgique le 26 janvier 1961
En 1962, le régiment reçoit des blindés M75 en dotation qui seront remplacés en 1969 par des AMX-13. La transformation d'une unité d'infanterie vers une unité blindée et motorisée est un fait en 1962 où le bataillon devint officiellement un bataillon d'infanterie mécanisée.
En 1986, le bataillon reçoit des M113 et des AIFV.
Le 27 juin 1992, le régiment de carabiniers Prins Boudewijn fusionne avec le 1er régiment de grenadiers pour constituer le régiment carabiniers Prince Baudouin – grenadiers.

## Drapeau
Il est remis par le roi Léopold I le 25 août 1838 camp de Beverloo.
Il porte les inscriptions suivantes :
- Campagne 1914-1918,
- Anvers,
- Yser,
- Tervaete,
- Steenstraete
- Passchendaele

Il porte également la fourragère aux couleurs de l'ordre de Léopold.

## Organisation

### Le1eraoût 1914
- 3 bataillons divisés en :
  - 4 compagnies

### Le 10 mai 1940
- 1 compagnie de commandement;
- 1 compagnie médicale
- 1 peloton d'éclaireurs
- 3 bataillons divisés en :
  - 3 compagnies de fusiliers
  - 1 compagnie de mitrailleurs
- 1 bataillon divisé en :
  - 1 compagnie de mitrailleurs (13e)
  - 1 compagnie anti-chars (14e)
  - 1 compagnie de mortier (15e)

## Garnisons
- 1839 - 1840 : Louvain
- 1840 - 1901 : Bruxelles - Caserne Sainte-Elisabeth
- 1901 - 1940 : Bruxelles - Caserne prince Albert
- 1946 - 1947 : Büren
- 1947 - 1951 : Aix-la-Chapelle
- 1951 - 1992 : Soest

## Hommages
- Une rue d'Eeklo est nommée Eerste Regiment Grenadierslaan.